# La Famille Passiflore
Pour la série télévisée, voir La Famille Passiflore (série télévisée).

La Famille Passiflore est une série française de livres pour enfants écrite par Geneviève Huriet, illustrée par Loïc Jouannigot. Elle a été publiée par les éditions Milan depuis 1987.
Les livres racontent les aventures d'une famille de sept lapins, les Passiflore: le père Onésime élève, avec tante Zinia, ses cinq enfants: Romarin, Agaric, Pirouette, Dentdelion et Mistouflet. Les illustrations regorgent de détails dérivés d'oreilles de lapin et de carottes. 
Une série télévisée, basée sur les livres, a été diffusée en décembre 2001 sur TF1.
Aux États-Unis, la série s'appelle Beechwood Bunny Tales.